# Askold (křižník)
Askold (rusky Аскольд) byl chráněný křižník ruského carského námořnictva. Jméno nesl po Varjagovi Askoldovi.

## Stavba

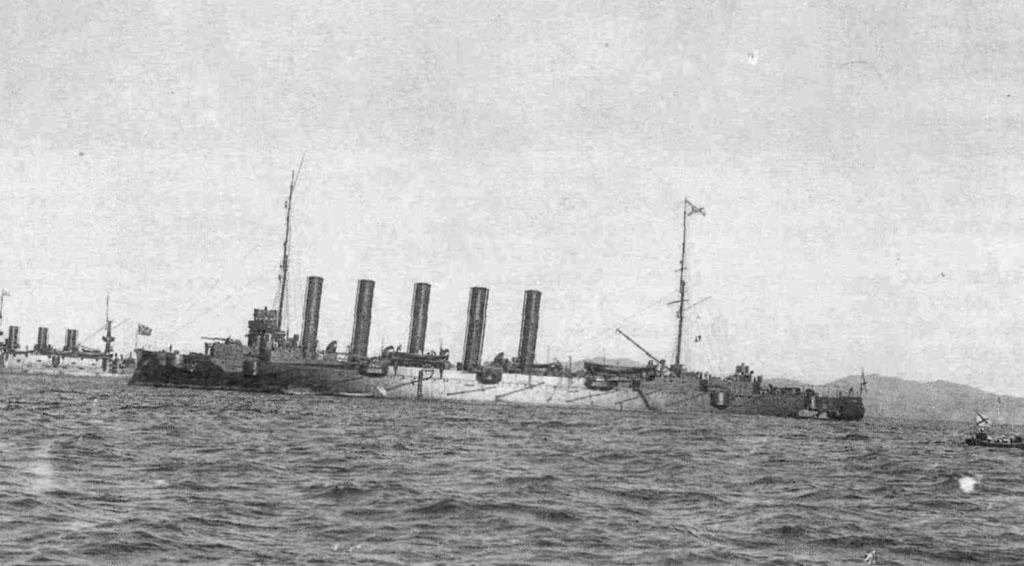
Askold v Port Arthuru (1904)

Křižník pro carské námořnictvo postavila německá loděnice Deutsche Werft v Kielu. Začali ji stavět roku 1898 v Kruppově loděnici. Na vodu byl spuštěn 3. března 1900.

## Služba

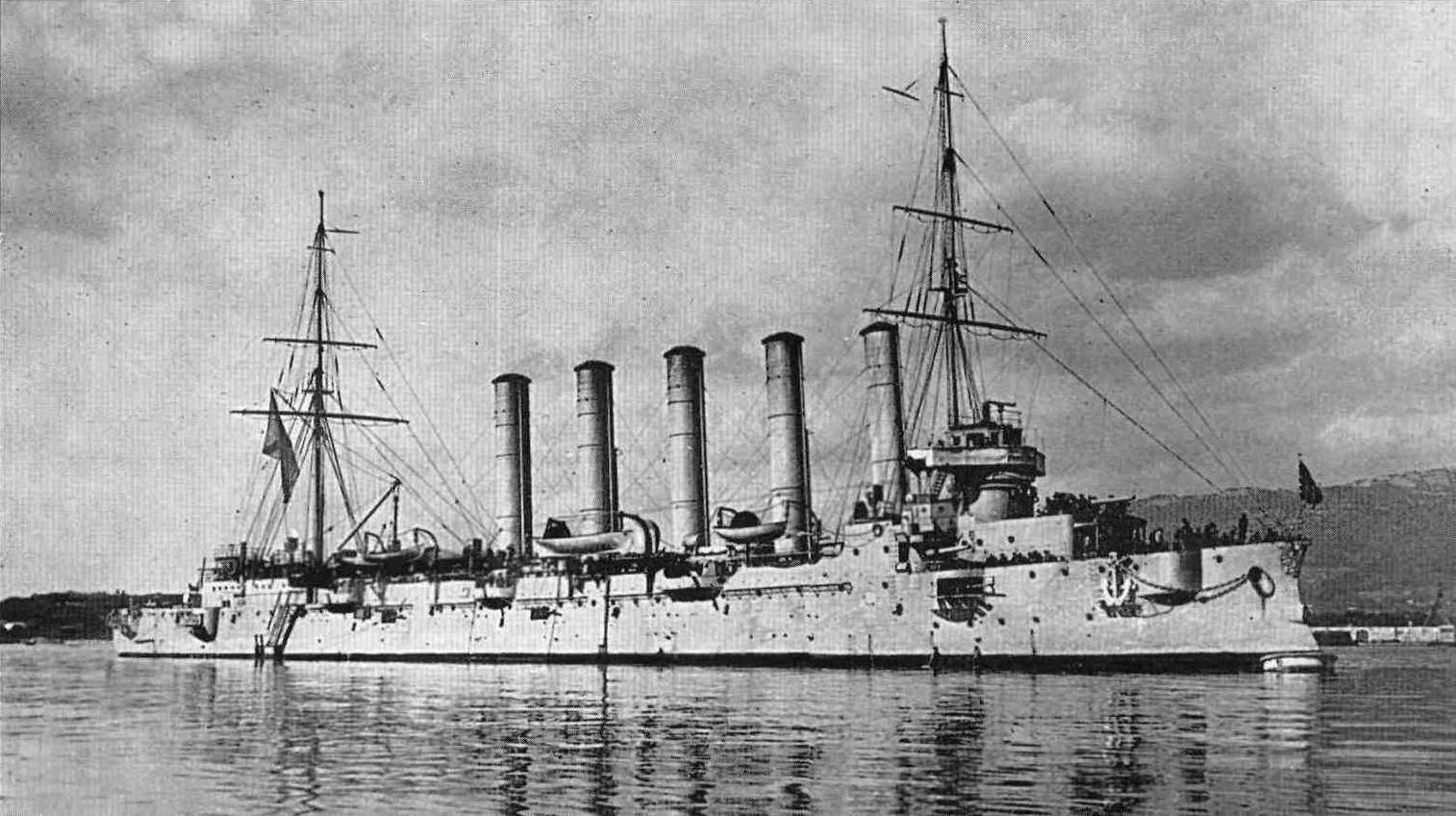
Askold během první světové války

Sloužil v ruské tichomořské flotě během rusko-japonské války a první světové války. Asistovala v Šanghaji po bitvě ve Žlutém moři a v roce 1906 se stala vlajkovou lodí sibiřské flotily křižníků v Port Arthuru. V roce 1915 odplula do Středozemního moře a zúčastnila se operace v Dardanelách spolu s britskými spojenci. Po ruské revoluci byla obsazena britským královským námořnictvem a přejmenovaná na Glory IV. Po ruské občanské válce byla v roce 1922 v Německu sešrotována.